# 1,1'-Bis(diphénylphosphino)ferrocène
L’1,1’-bis(diphénylphosphino)ferrocène (dppf) est un dérivé organophosphoré du ferrocène de formule chimique Fe[η5-C5H4P(C6H5)2]2, généralement écrite Fe(C5H4PPh2)2, où Ph représente un groupe phényle C6H5. Il se présente comme un solide jaune-brun cristallisé qui se décompose entre 181 et 182 °C et est couramment utilisé comme ligand en catalyse homogène. Il est apparenté à d'autres bisphosphanes (en) tels que l'1,2-bis(diphénylphosphino)éthane Ph2PCH2CH2PPh2 (dppe). L'atome de fer n'intervient généralement pas dans le comportement du ligand.
Le dppf est distribué dans le commerce. Il peut être produit en traitant de l'1,1’-dilithioferrocène Fe(η5-C5H4Li)2 avec de la chlorodiphénylphosphine Ph2PCl :
Fe(C5H4Li)2 + 2 Ph2PCl ⟶ Fe(C5H4PPh2)2 + 2 LiCl.
La dilithiation du ferrocène est une réaction facile à réaliser avec l'n-butyllithium en présence de TMEDA. De nombreux ligands apparentés peuvent être obtenus de cette manière. 
Le dppf forme très facilement des complexes avec les métaux. Le dérivé de palladium (dppf)PdCl2, utilisé couramment pour les réactions de couplage catalysées par le palladium, s'obtient en chauffant le dppf avec l'adduit d'acétonitrile CH3CN ou de benzonitrile PhCN et de chlorure de palladium(II) PdCl2. La substitution des résidus phényle sur le dppf modifie les propriétés donneur-accepteur au niveau des atomes de phosphore.
dppf + PdCl2(RCN)2 ⟶ (dppf)PdCl2 + 2 RCN (RCN = acétonitrile CH3CN ou benzonitrile C6H5CN).
Autre exemple, le (dppf)Ni(cinnamyle)Cl est un précatalyseur au nickel stable à l'air et à l'humidité qui favorise la réaction de Suzuki des acides boroniques hétéroaryles avec des halogénures hétéroaryles contenant de l'azote et du soufre.

Synthèse du (dppf)Ni(cinnamyl)Cl (« cod » représente l'1,5-cyclooctadiène).

Le (dppf)Ni(o-tolyle)Cl, quant à lui, peut être obtenu par échange de ligands avec (PPh3)2Ni(o-tolyle)Cl ; il favorise l'amination des chlorures d'aryle, des sulfamates, des mésylates et de triflates.